# Regeringen Swartz
Regeringen Swartz var en högerregering i Sverige med Carl Swartz som statsminister. Den tillträdde 30 mars 1917 och efterträdde regeringen Hammarskjöld. Ministären upplöstes 19 oktober 1917 på grund av liberalernas och socialdemokraternas seger i andrakammarvalet 1917 och efterträddes av regeringen Edén.

## Mer ingående
När regeringen Hammarskjöld, som haft en ämbetsmannakaraktär, föll på grund av yttre tryck och inre splittring kallade Gustaf V den i riksdagen partipolitiskt förankrade högermannen Carl Swartz som statsminister. Regeringens främsta uppgift var att utöva en lugnande inverkan på borgerskapet eftersom det rådde stor oro inför 1 maj 1917, då rykten cirkulerade om att februarirevolutionen i Ryssland skulle sprida sig till Stockholm.
Carl Swartz betraktades allmänt som en hygglig och resonabel högerman, till typ och stil en gammaldags och omtänksam brukspatron. Han förbjöd borgerliga skyddsgarden i utbyte mot att socialdemokraterna åtog sig att svara för ordningens upprätthållande under förstamaj-demonstrationerna. Utan denna politiska smidighet hade konfrontationerna kunnat eskalera under maj och fört landet in i en riktigt allvarlig inrikespolitisk kris.
Missnöjet bottnade i att vanligt folk levde på gränsen till svält. Det var mer hungerkravaller än politiska krav på rösträtt som låg bakom oroligheterna. När potatisen började skördas på försommaren lugnade stämningarna ner sig. Carl Swartz förde också snabbt förhandlingarna iland med ententen, främst Storbritannien, om importen västerifrån. Det som regeringen Hammarskjöld hade förhindrat.
Socialdemokraterna använde hungerkravallerna till att sätta press på högerregeringen med krav på allmän rösträtt, framförallt kvinnlig rösträtt och borttagande av den 40-gradiga röstskalan i kommunalvalet. Regeringen var dock splittrad. Vänsterfalangens ledare, civilministern Oscar von Sydow och finansminister Conrad Carleson, ville gå socialdemokrater och liberaler till mötes. De hotade att avgå om Carl Swartz gav efter för utrikesminister Arvid Lindmans krav på vakthållning om status quo. Finansministern backades också upp av näringslivet som ville ha slut på diskussionerna. Regeringens lösning blev att invänta höstens val. Därmed blev Carl Swartz historisk; den förste ledande högerman som erkände den parlamentariska principen, att folket – och inte kungen – skulle utse regering.

## Statsråd
Regeringen bestod av elva statsråd fördelade på åtta departement. Av statsråden var nio departementschefer och två konsultativa statsråd.
* Statsminister eller departementschef
| Statsminister         |  | Carl Swartz*         | 30 mars 1917 | 19 oktober 1917 | Nationella partiet        |
| Justitieminister      |  | Steno Stenberg*      | 30 mars 1917 | 19 oktober 1917 | Partilös                  |
| Utrikesminister       |  | Arvid Lindman*       | 30 mars 1917 | 19 oktober 1917 | Allmänna valmansförbundet |
| Krigsminister         |  | Joachim Åkerman*     | 30 mars 1917 | 19 oktober 1917 | Nationella partiet        |
| Sjöminister           |  | Hans Ericson*        | 30 mars 1917 | 19 oktober 1917 | Nationella partiet        |
| Finansminister        |  | Conrad Carleson*     | 30 mars 1917 | 19 oktober 1917 | Partilös                  |
| Ecklesiastikminister  |  | Alexis Hammarström*  | 30 mars 1917 | 19 oktober 1917 | Nationella partiet        |
| Jordbruksminister     |  | Knut Dahlberg*       | 30 mars 1917 | 19 oktober 1917 | Partilös                  |
| Civilminister         |  | Oscar von Sydow*     | 30 mars 1917 | 30 juni 1917    | Partilös                  |
| Civilminister         |  | Walter Murray*       | 30 juni 1917 | 19 oktober 1917 | Partilös                  |
| Konsultativa statsråd |  |                      |              |                 |                           |
| Konsultativa statsråd |  | Emil Mårten Ericsson | 30 mars 1917 | 19 oktober 1917 | Partilös                  |
| Konsultativa statsråd |  | Herman Falk          | 30 mars 1917 | 19 oktober 1917 | Partilös                  |